# ДАР-7
ДАР-7 (буг. ДАР-Божуриште,  ДАР-7) је бугарски ловачки авион који је пројектовала фирма ДАР-Божуриште. Први лет авиона је извршен 1931. године. Због ограничења наметнутих Бугарској Нејиским мировним уговором, авион није ушао у производњу.

## Наоружање
| Наоружање авиона:              |      |
| Ватрено (стрељачко) наоружање  |      |
| Топ                            |      |
| Митраљез                       |      |
| Број и ознака митраљеза        | 4    |
| Калибар                        | 7,92 |
| Бомбардерско наоружање (бомбе) |      |
| Ракетно наоружање (ракете)     |      |